# خاندان چیبا
خاندان چیبا (به ژاپنی: 千葉氏 Chiba-shi)، یک خاندان گوزوکو و سامورایی ژاپنی بود که از نسل خاندان تایرا بودند.